# Shreveport
Shreveport er en storby i den nordøstlige del af delstaten Louisiana i USA.
Selve byen Shreveport har et indbyggertal på ca. 187.593 (2020) indbyggere, og den er dermed den tredjestørste by i delstaten Louisiana. Storbyområdet Greater Shreveport har et indbyggertal på ca. 393.406 (2020)  Shreveport er hovedby for det amerikanske parish Caddo Parish.
Både den kendte countrymusiker, pianisten Floyd Cramer, og den lige så kendte trommeslager, D.J. Fontana, er født i Shreveport. Begge arbejdede i årevis sammen med Elvis Presley. 